# Que ma joie demeure !
Cet article concerne la pièce de théâtre. Pour le choral de Bach, voir Jésus que ma joie demeure. Pour le roman de Giono, voir Que ma joie demeure.
Que ma joie demeure ! est une pièce de théâtre de et avec Alexandre Astier, mise en scène par Jean-Christophe Hembert, représentée pour la première fois au théâtre du Rond-Point le 5 avril 2012.
La pièce met en scène la vie du compositeur allemand Johann Sebastian Bach. Le titre de la pièce fait référence à une de ses oeuvres : Jésus que ma joie demeure (Jesu bleibet meine Freude), célèbre choral final de la cantate Herz und Mund und Tat und Leben (BWV 147).

## Résumé
À l'occasion des portes ouvertes de l'église Saint-Thomas de Leipzig en l'année 1733, Johann Sebastian Bach donne une leçon de musique détonante et inattendue. Il exerce également son second travail, expertiser l'orgue d'une des deux églises de la ville. En même temps, il fait partager au public sa dépression due à la mort prématurée de deux de ses enfants pendant l'année, et du manque de reconnaissance dans le domaine de la musique de la part des paroissiens de la chapelle.

## Personnages historiques
Plusieurs personnages historiques, de l'entourage de Jean-Sébastien Bach, sont présents dans le spectacle. Lors de la scène de l'expertise d'orgue Jean-Sébastien Bach dialogue avec Johann Kuhnau, compositeur et prédécesseur de Bach au poste de Thomaskantor à Leipzig, Christian Friedrich Rolle, un autre compositeur et organiste de la région de Bach, et Johann Friedrich Wender, facteur d'orgue. Comme l'ensemble de la pièce, cette scène a pour base plusieurs éléments véridiques, puisque plusieurs documents témoignent de révisions d'orgue effectuée par Bach, Rolle et Kuhnau,, ainsi que de l'étroite collaboration entre le compositeur Bach et le facteur d'orgue Wender.
Plus tard dans la pièce, il est fait mention de la descendance de Jean-Sébastien Bach, dont une grande partie meurt en bas âge. Il est fait mention d'Anna Magdalena Wilcke sa seconde épouse, ainsi que de quelques-uns de ses enfants : Gottfried Heinrich, dont le léger retard mental mentionné dans la pièce est effectivement connu, Johann Christoph Friedrich, alors en bas âge, Johann August Abraham, dernier enfant de Bach au moment de l'action, mort le lendemain de sa naissance, Regina Johanne, morte à l'âge de 4 ans la même année que le précédent, Elisabetha Juliana Friederica, et Carl Philippe Emanuel, qui étudient le clavecin.
Le chœur de l'église Saint-Thomas de Leipzig dont Jean-Sébastien Bach a la charge est également présent dans la pièce via un enregistrement du choral Unter deinem Schirmen extrait du motet Jesu, meine Freude, avec lequel Jean-Sébastien Bach (Alexandre Astier) interagit.

## Bande son
Liste des œuvres entendues au cours de la pièce, par ordre d'apparition. Ces œuvres sont de Bach, sauf indication contraire.

### Œuvres participant du scénario
Plusieurs extraits d'œuvres sont interprétés sur scène par l'acteur. D'autres sont censés être joués par des personnages non représentés.
- Unter deinem Schirmen (que le personnage traduit par « Sous la protection de votre bouclier »), 3e mouvement de Jesu, meine Freude (BWV 227), interprété par le chœur d'enfants de l'église, dont le personnage apprécie puis critique la prestation ;
- ... interprétés par l’acteur (clavecin et chant) comme exemples de musique italienne ;
- Prélude en ut majeur (BWV 846) du Clavier bien tempéré et variantes à 3 temps, 5 temps, 7 temps et 15 temps proposées par Astier, interprétés sur scène au clavecin ;
- Menuet I de la Partita no 1 en si bémol majeur (BWV 825), que le personnage compose au clavecin devant le public de la journée portes ouvertes ;
- Aria de la Suite pour orchestre no 3 en ré majeur (BWV 1068), jouée par un orchestre dont le personnage dirige une répétition ;
- Prélude en ut dièse majeur (BWV 872) du second livre du Clavier bien tempéré, interprété au clavecin, d'abord dans un style rubato puis une seconde fois de façon plus régulière ;
- Menuet I de la Suite pour violoncelle no 1 en sol majeur (BWV 1007), interprété sur scène à la viole de gambe ;
- Jésus que ma joie demeure, dont le personnage fredonne quelques notes vers la fin de la pièce, peu avant de promettre à Dieu de lui écrire une musique « d'une régularité inaltérable et d'un débit ininterrompu » ;
- ..., exercice de clavecin joué par le fils du personnage, Carl Philipp Emanuel, « pour endormir papa », puis, par la suite, par sa fille Elisabeth.

### Musique en arrière-plan
- Trotz dem alten Drachen, 5e mouvement de Jesu, meine Freude (BWV 227), dans l'introduction ;
- Jésus que ma joie demeure (apartés) ;
- ... (confession) ;
- Chœur de la cantate Wachet auf, ruft uns die Stimme (BWV 140), lors de la réponse de Dieu ;
- Corrente de la Partita n° 6 en mi mineur (BWV 830), lorsque le personnage berce son fils Johann Christoph ;
- 1er mouvement du concerto brandebourgeois no 3 (BWV 1048), pendant le salut final.

## Représentations
(liste non exhaustive)
- Théâtre du Rond-Point, Paris, du 5 avril au 13 mai 2012[3]
- Théâtre de la Croix-Rousse de Lyon, les 14 et 15 juin 2012[4]
- Théâtre de Caen, le lundi 16 septembre 2012 lors de la première de la saison de l'établissement, gratuitement et sans réservations[5],[6].
- Cité de la musique, Paris, du 19 au 22 septembre 2013[7] (ces représentations ont été maintenues malgré une fracture de la cheville d'Alexandre Astier[8])

## Distribution
Un enregistrement de la pièce est vendu sur DVD et Blu-ray. Éléments supplémentaires présents sur le disque :
- Le générique Universal a été habillé pour être en accord avec le spectacle : son image est sobre et sombre, en noir et blanc. Et la musique du générique a été réinterprété à l'orgue par Alexandre Astier.
- Une expertise d'orgue : Alexandre Astier explique le travail de Jean-Sébastien Bach comme organiste et expert, de façon moins exagérée que dans le spectacle (13 minutes).
- Une musique hors du temps : entretien avec Gilles Cantagrel sur la vie de Jean-Sébastien Bach (15 minutes).

## Récompenses
Que ma joie demeure ! a reçu le Prix du jeune théâtre de la part de l'Académie française.
De plus, lors de la dernière représentation de la pièce, Alexandre Astier a reçu, pour la distribution du DVD du spectacle à plus de 50 000 exemplaires, une récompense d'Universal[Laquelle ?][réf. nécessaire].